# Niphaea oblonga
Niphaea oblonga är en tvåhjärtbladig växtart som beskrevs av John Lindley. Niphaea oblonga ingår i släktet Niphaea och familjen Gesneriaceae. Inga underarter finns listade i Catalogue of Life.

## Bildgalleri

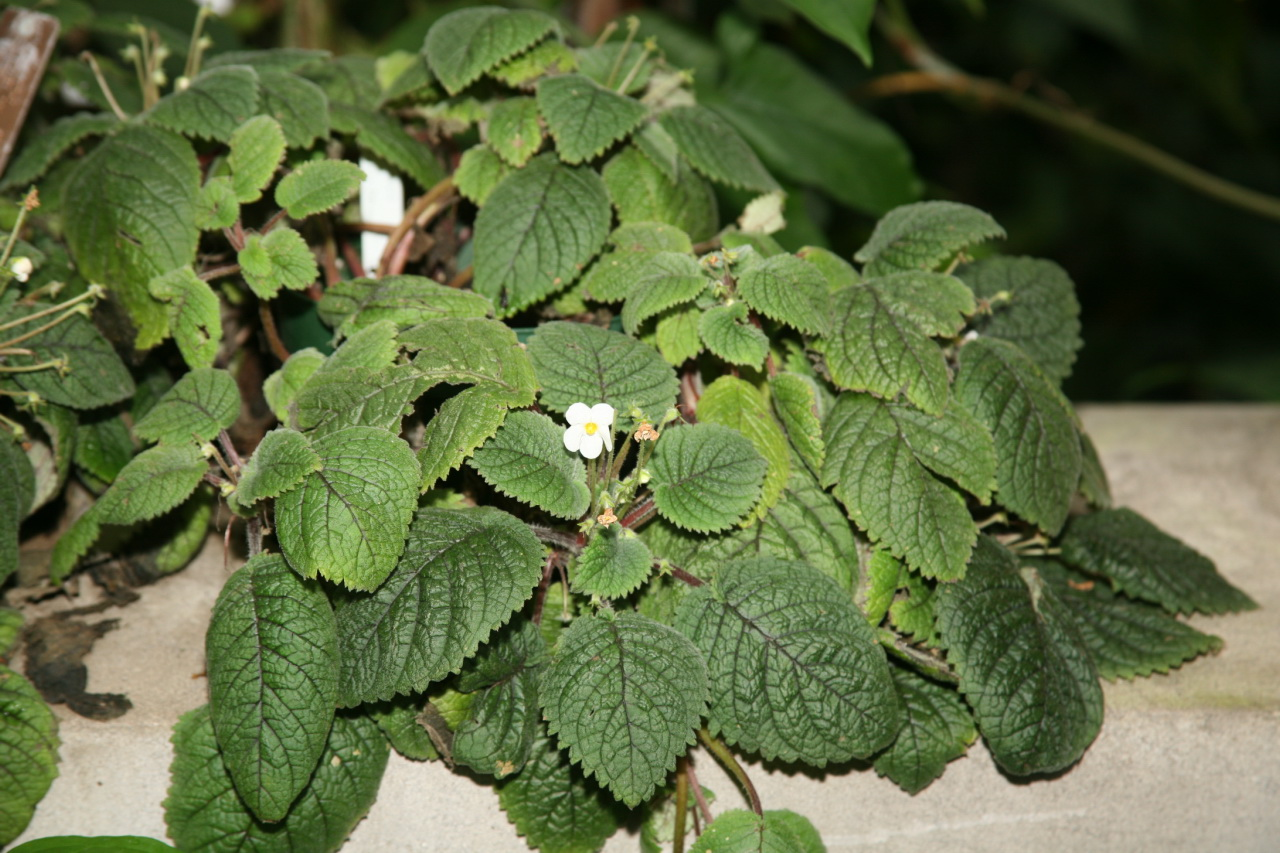
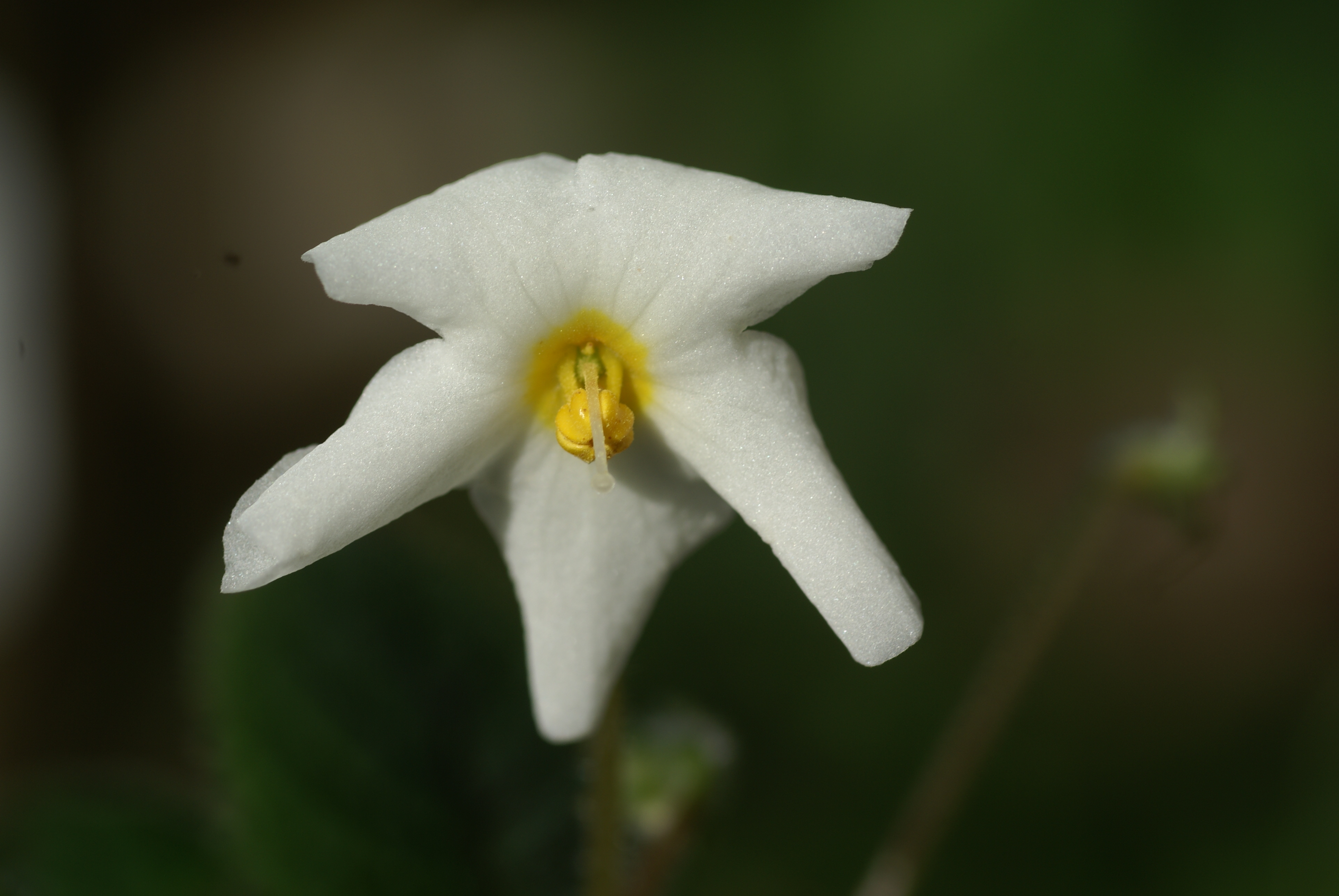
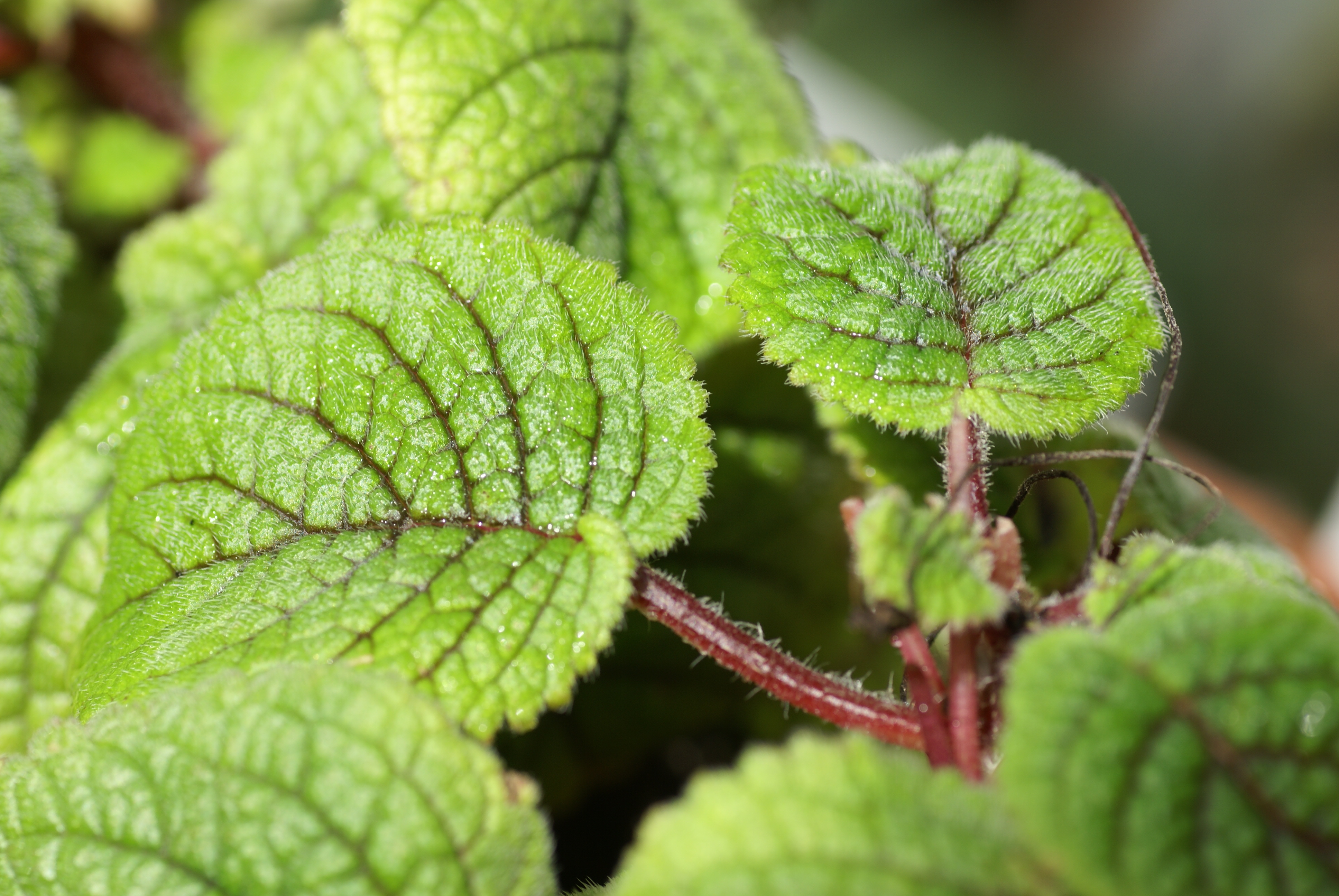